# Campeonato Mundial Militar de Voleibol Masculino de 2018
O Campeonato Mundial Militar de Voleibol Masculino de 2018 foi a trigésima sexta edição do torneio organizado anualmente pela CISM, sob as regras da FIVB, realizada entre os dias 26 de maio e 5 de junho na cidade de Edmonton, localizada na província de  Alberta.
A seleção brasileira conquistou seu quarto título e o atacante Alexander Szot recebeu o prêmio de melhor jogador (MVP) do torneio, sendo que a as representações da China e Coreia do Sul completam o pódio.A seleção canadense recebeu o Troféu Fair Play (jogo limpo) da edição.

## Formato de disputa
As oito equipes foram distribuídas proporcionalmente em dois grupos, Grupo A e B.
Para a classificação dentro dos grupos na primeira fase, o placar de 3-0 ou 3-1 garantiu três pontos para a equipe vencedora e nenhum para a equipe derrotada; já o placar de 3-2 garantiu dois pontos para a equipe vencedora e um para a perdedora.

## Primeira fase
A  CISM divulgou previamente o resultado do sorteio de grupos e a tabela de jogos.
- Todos as partidas no horário das Edmonton (UTC-03:00).

|  | Qualificados para as semifinais |
|  | Disputa dos 5° aos 8° lugares   |

### Grupo A
Classificação
|     |               |     | Jogos | Jogos | Jogos | Pontos | Pontos | Pontos | Sets | Sets | Sets  |
| Pos | Equipe        | Pts | T     | V     | D     | V      | P      | R      | V    | P    | R     |
| --- | ------------- | --- | ----- | ----- | ----- | ------ | ------ | ------ | ---- | ---- | ----- |
| 1   | China         | 8   | 3     | 3     | 0     | 257    | 192    | 1.339  | 9    | 2    | 4.500 |
| 2   | Coreia do Sul | 7   | 3     | 2     | 1     | 254    | 204    | 1.245  | 8    | 3    | 2.667 |
| 3   | Canadá        | 3   | 3     | 1     | 2     | 181    | 212    | 0.854  | 3    | 6    | 0.500 |
| 4   | Países Baixos | 0   | 3     | 0     | 3     | 141    | 225    | 0.627  | 0    | 9    | 0,000 |

Resultados
| 28 de maio de 2018 15ː30 P2 [ P3] AQ | Países Baixos | 0 — 3             | China | Edmonton Garrison Fitness Centre |
| 28 de maio de 2018 15ː30 P2 [ P3] AQ | 12 16 13      | Set 1 Set 2 Set 3 | 25    | Edmonton Garrison Fitness Centre |

| 28 de maio de 2018 19ː00 P2 [ P3] AQ | Canadá | 0 — 3             | Coreia do Sul | Edmonton Garrison Fitness Centre |
| 28 de maio de 2018 19ː00 P2 [ P3] AQ | 19 21  | Set 1 Set 2 Set 3 | 25            | Edmonton Garrison Fitness Centre |

| 29 de maio de 2018 15ː30 P2 [ P3] AQ | China       | 3 — 2                         | Coreia do Sul  | Edmonton Garrison Fitness Centre |
| 29 de maio de 2018 15ː30 P2 [ P3] AQ | 24 25 18 15 | Set 1 Set 2 Set 3 Set 4 Set 5 | 26 21 20 25 12 | Edmonton Garrison Fitness Centre |

| 29 de maio de 2018 19ː00 P2 [ P3] AQ | Canadá | 3 — 0             | Países Baixos | Edmonton Garrison Fitness Centre |
| 29 de maio de 2018 19ː00 P2 [ P3] AQ | 25     | Set 1 Set 2 Set 3 | 18 21 23      | Edmonton Garrison Fitness Centre |

| 30 de maio de 2018 13ː30 P2 [ P3] AQ | Países Baixos | 0 — 3             | Coreia do Sul | Edmonton Garrison Fitness Centre |
| 30 de maio de 2018 13ː30 P2 [ P3] AQ | 11 15 12      | Set 1 Set 2 Set 3 | 25            | Edmonton Garrison Fitness Centre |

| 30 de maio de 2018 19ː00 P2 [ P3] AQ | China | 3 — 0             | Canadá  | Edmonton Garrison Fitness Centre |
| 30 de maio de 2018 19ː00 P2 [ P3] AQ | 25    | Set 1 Set 2 Set 3 | 13 6 14 | Edmonton Garrison Fitness Centre |

### Grupo B
Classificação
|     |                |     | Jogos | Jogos | Jogos | Pontos | Pontos | Pontos | Sets | Sets | Sets  |
| Pos | Equipe         | Pts | T     | V     | D     | V      | P      | R      | V    | P    | R     |
| --- | -------------- | --- | ----- | ----- | ----- | ------ | ------ | ------ | ---- | ---- | ----- |
| 1   | Brasil         | 9   | 3     | 3     | 0     | 225    | 145    | 1.552  | 9    | 0    | MAX   |
| 2   | Alemanha       | 6   | 3     | 2     | 1     | 212    | 186    | 1.140  | 6    | 3    | 2,000 |
| 3   | França         | 3   | 3     | 1     | 2     | 190    | 220    | 0.864  | 3    | 6    | 0.500 |
| 4   | Estados Unidos | 0   | 3     | 0     | 3     | 153    | 204    | 0.750  | 0    | 9    | 0,000 |

Resultados
| 28 de maio de 2018 10ː00 P2 [ P3] AQ | Alemanha | 3 — 0             | Estados Unidos | Edmonton Garrison Fitness Centre |
| 28 de maio de 2018 10ː00 P2 [ P3] AQ | 25       | Set 1 Set 2 Set 3 | 17 15 18       | Edmonton Garrison Fitness Centre |

| 28 de maio de 2018 13ː30 P2 [ P3] AQ | França   | 0 — 3             | Brasil | Edmonton Garrison Fitness Centre |
| 28 de maio de 2018 13ː30 P2 [ P3] AQ | 14 17 19 | Set 1 Set 2 Set 3 | 25     | Edmonton Garrison Fitness Centre |

| 29 de maio de 2018 10ː00 P2 [ P3] AQ | França | 0 — 3             | Alemanha | Edmonton Garrison Fitness Centre |
| 29 de maio de 2018 10ː00 P2 [ P3] AQ | 20 21  | Set 1 Set 2 Set 3 | 25       | Edmonton Garrison Fitness Centre |

| 29 de maio de 2018 13ː30 P2 [ P3] AQ | Estados Unidos | 0 — 3             | Brasil | Edmonton Garrison Fitness Centre |
| 29 de maio de 2018 13ː30 P2 [ P3] AQ | 10 14 9        | Set 1 Set 2 Set 3 | 25     | Edmonton Garrison Fitness Centre |

| 30 de maio de 2018 10ː00 P2 [ P3] AQ | Estados Unidos | 0 — 3             | França   | Edmonton Garrison Fitness Centre |
| 30 de maio de 2018 10ː00 P2 [ P3] AQ | 23 27 20       | Set 1 Set 2 Set 3 | 25 29 25 | Edmonton Garrison Fitness Centre |

| 30 de maio de 2018 15ː30 P2 [ P3] AQ | Alemanha | 0 — 3             | Brasil | Edmonton Garrison Fitness Centre |
| 30 de maio de 2018 15ː30 P2 [ P3] AQ | 23 19 0  | Set 1 Set 2 Set 3 | 25     | Edmonton Garrison Fitness Centre |

## Fase final
- Horários UTC-03:00

|  | Semifinais       | Semifinais       |   |                  | Final            | Final |  |
|  |                  |                  |   |                  |                  |       |  |
|  | 1 de junho-15ː30 |                  |   |                  |                  |       |  |
|  | China            | 3                |   |                  |                  |       |  |
|  | Alemanha         | 1                |   |                  |                  |       |  |
|  |                  |                  |   |                  |                  |       |  |
|  |                  |                  |   |                  | 3 de junho-15ː00 |       |  |
|  |                  |                  |   |                  | China            | 0     |  |
|  |                  | Brasil           | 3 |                  |                  |       |  |
|  |                  |                  |   |                  |                  |       |  |
|  |                  |                  |   |                  |                  |       |  |
|  |                  |                  |   |                  | Terceiro lugar   |       |  |
|  | 1 de junho-19ː00 | 1 de junho-19ː00 |   | 3 de junho-10ː00 | 3 de junho-10ː00 |       |  |
|  | Brasil           | 3                |   | Alemanha         | 2                |       |  |
|  | Coreia do Sul    | 2                |   |                  | Coreia do Sul    | 3     |  |

## Classificação do 5º ao 8º lugar

### SFB1
Resultado
| 31 de maio de 2018 15ː30 P2 [ P3] AQ | Canadá         | 2 — 3                         | Estados Unidos | Edmonton Garrison Fitness Centre |
| 31 de maio de 2018 15ː30 P2 [ P3] AQ | 25 23 22 26 11 | Set 1 Set 2 Set 3 Set 4 Set 5 | 18 25 24 15    | Edmonton Garrison Fitness Centre |

### SFB2
Resultado
| 31 de maio de 2018 19ː00 P2 [ P3] AQ | França | 3 — 0             | Países Baixos | Edmonton Garrison Fitness Centre |
| 31 de maio de 2018 19ː00 P2 [ P3] AQ | 25     | Set 1 Set 2 Set 3 | 12 16 19      | Edmonton Garrison Fitness Centre |

## Semifinais

### SFA1
Resultado
| 1 de junho de 2018 15ː30 P2 [ P3] AQ | China    | 3 — 1                   | Alemanha    | Edmonton Garrison Fitness Centre |
| 1 de junho de 2018 15ː30 P2 [ P3] AQ | 25 22 26 | Set 1 Set 2 Set 3 Set 4 | 20 21 25 24 | Edmonton Garrison Fitness Centre |

### SFA2
Resultado
| 1 de junho de 2018 19ː00 P2 [ P3] AQ | Brasil      | 3 — 2                         | Coreia do Sul  | Edmonton Garrison Fitness Centre |
| 1 de junho de 2018 19ː00 P2 [ P3] AQ | 21 25 18 17 | Set 1 Set 2 Set 3 Set 4 Set 5 | 25 18 23 25 15 | Edmonton Garrison Fitness Centre |

## Sétimo lugar
| 2 de junho de 2018 15ː30 P2 [ P3] AQ | Canadá        | 2 — 3                         | Países Baixos  | Edmonton Garrison Fitness Centre |
| 2 de junho de 2018 15ː30 P2 [ P3] AQ | 25 27 25 21 9 | Set 1 Set 2 Set 3 Set 4 Set 5 | 21 25 27 25 15 | Edmonton Garrison Fitness Centre |

## Quinto lugar
| 2 de junho de 2018 19ː00 P2 [ P3] AQ | Estados Unidos | 0 — 3             | França | Edmonton Garrison Fitness Centre |
| 2 de junho de 2018 19ː00 P2 [ P3] AQ | 14 21          | Set 1 Set 2 Set 3 | 25     | Edmonton Garrison Fitness Centre |

## Terceiro lugar
| 3 de junho de 2018 10ː00 P2 [ P3] AQ | Alemanha      | 2 — 3                         | Coreia do Sul  | Edmonton Garrison Fitness Centre |
| 3 de junho de 2018 10ː00 P2 [ P3] AQ | 29 20 30 25 8 | Set 1 Set 2 Set 3 Set 4 Set 5 | 27 25 32 14 15 | Edmonton Garrison Fitness Centre |

## Final
| 3 de junho de 2018 15ː00 P2 [ P3] AQ | China    | 0 — 3             | Brasil | Edmonton Garrison Fitness Centre |
| 3 de junho de 2018 15ː00 P2 [ P3] AQ | 16 17 22 | Set 1 Set 2 Set 3 | 25     | Edmonton Garrison Fitness Centre |